# Rudolf Schoofs
Rudolf Schoofs (Goch, 3 januari 1932 - Stuttgart, 29 juli 2009) was een Duits kunstschilder, tekenaar en graficus. 

## Leven en werk
Schoofs ging in de leer bij Georg Muche in Krefeld en werd zijn assistent. Vanaf 1961 gaf hij les aan de "Werkkunstschule" in Wuppertal, in 1975 werd hij docent aan de kunstacademie van Karlsruhe en in 1976 in Stuttgart. Vanaf 1991 woonde en werkte hij in Stuttgart. Schoofs exposeerde veel, onder meer op documenta in Kassel (1977) en op de Biënnale van São Paulo (1981). Hij werd geëerd met diverse onderscheidingen. 
Hij vertrok vanuit de informele schilderkunst en vond met de jaren een eigen beeldspraak, die de thema's landschap en figuur in de ruimte met elkaar verbindt. Zo schilderde hij vaak stadsgezichten waarin vanuit een vogelperspectief verschillende vormen van urbanisatie te herkennen zijn.
Gedurende zijn leven hield hij een sterke binding met zijn geboorteplaats Goch, wat tot uiting kwam in zijn wens daar na zijn dood bijgezet te worden. Zijn weduwe Eva-Maria Schoofs schonk in 2013 een convoluut van meer dan duizend litho's en daarnaast drukplaten, schetsboeken, foto's en brieven uit zijn nalatenschap aan het gemeentelijk museum Goch, waarmee de grondsteen werd gelegd voor de opbouw van een Rudolf Schoofs-archief in die stad. In 2009 had het museum al een retrospectieve  overzichtstentoonstelling van zijn werk georganiseerd.
Zijn werk bevindt zich onder andere in de collectie Van der Grinten, die te bezichtigen is in Museum Schloss Moyland in Bedburg-Hau, en in de collectie van Museum Kurhaus Kleef.

## Prijzen
- 1969: Eduard-von-der-Heydt-prijs van de gemeente Wuppertal
- 1969: Grafiekprijs van de Mostra Internazionale di Bianco e Nero in Lugano
- 1970: Heinrich-Zille-Grafiekprijs in Hannover
- 1974: Grafiekprijs van de World Print Competition van het California College of the Arts en het San Francisco Museum of Modern Art
- 1991: Ferdinand-Langenberg cultuurprijs van de gemeente Goch